# Loral O'Hara
Loral Ashley O'Hara (Houston, 3 de maio de 1983) é uma engenheira norte-americana e astronauta da NASA da turma de 2017.

## Juventude e educação
Loral Ashley O'Hara nasceu no dia 3 de maio de 1983 em Houston, filha de Cindy e Steve O'Hara. Cresceu em Sugar Land, onde estudou na Clements High School. Conseguiu um Bacharelado de Ciências em engenharia aeroespacial na Universidade do Kansas em 2005 e um Mestrado de Ciências em aeronáutica e astronáutica da Universidade de Purdue em 2009. Enquanto era uma estudante, participou do KC-135 Reduced Gravity Student Flight Opportunities Program.

## Carreira como engenheira
Antes de completar seu Mestrado em Ciências, O'Hara trabalhou para Rocketplane Limited em Oklahoma City. Em 2009, começou a trabalhar no Instituto Oceanográfico de Woods Hole. Participou de atualizações do submersível DSV Alvin e trabalhou como engenheira e processadora de dados para o veículo remotamente operado, Jason.

## Carreira na NASA
O'Hara previamente participou da NASA Academy no Centro de Voos Espaciais Goddard e completou um estágio no Jet Propulsion Laboratory. Em junho de 2017, foi selecionada como candidata a astronauta e começou a treinar em agosto.

## Vida pessoal
O'Hara é uma piloto particular, Emergency medical technician certificada e uma primeira respondente de regiões selvagens. Gosta de viajar, surfar, mergulhar, voar, navegar, esquiar, caminhar, espeleologia, ler e pintar.

## Prêmios e honrarias
Em 2008, O'Hara foi premiada com o Science Foundation Graduate Research Fellowship. Em 2015, foi convidada como palestrante para o TEDx de New Bedford.
- Este artigo foi inicialmente traduzido, total ou parcialmente, do artigo da Wikipédia em inglês cujo título é «Loral O'Hara».